# Salomea Słowacka

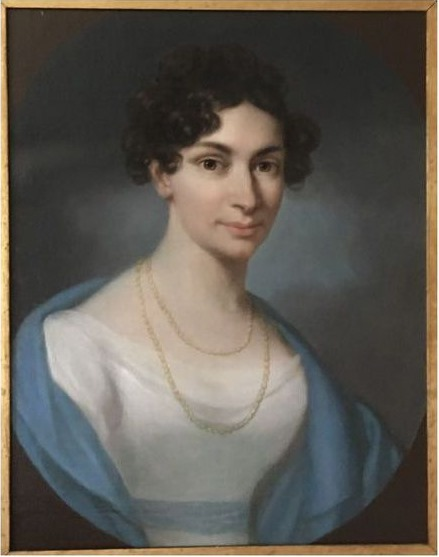
Portret Salomei Słowackiej Franciszek Ksawery Lampi

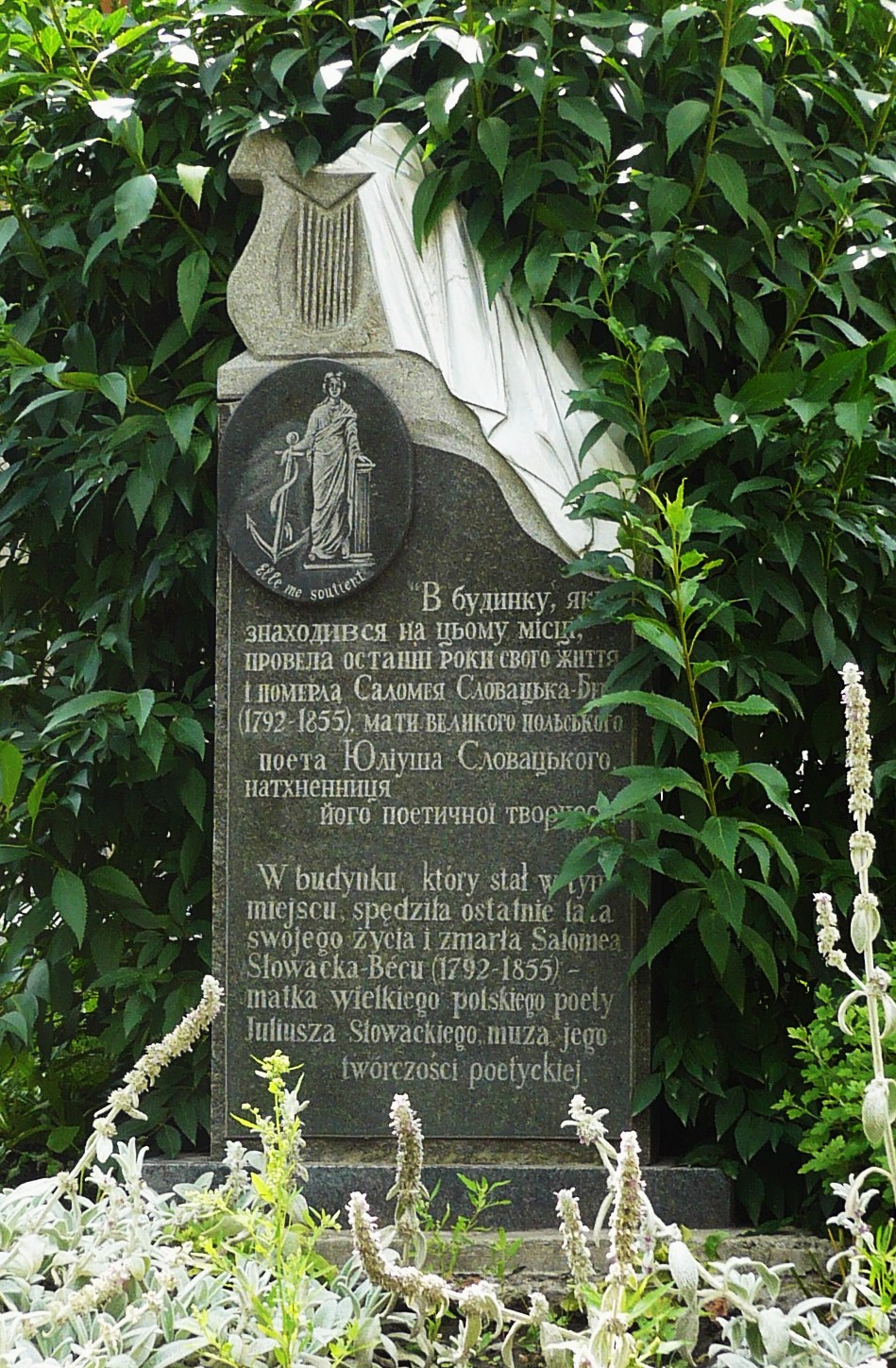
Tablica w miejscu domu Salomei Słowackiej w Krzemieńcu

Salomea z Januszewskich Słowacka secundo voto Bécu (ur. 1792, zm. 7 sierpnia 1855 w Krzemieńcu) – córka zarządcy Gimnazjum Wołyńskiego w Krzemieńcu Teodora Januszewskiego i Aleksandry z Dumanowskich, matka Juliusza Słowackiego.
Znana w literaturze dzięki licznym, adresowanym do niej, lirycznym listom syna. Dla niej napisał poeta wiersz „Do matki”, a Jan Lechoń poświęcił jej wiersz „Pani Słowacka”.

## Życiorys
W 1808 poślubiła Euzebiusza Słowackiego. W rok po ślubie Słowaccy zamieszkali we własnym, nowo wybudowanym domu, w Krzemieńcu. W 1811 przenieśli się do Wilna, gdzie mąż otrzymał posadę profesora na Uniwersytecie. Po przedwczesnej śmierci męża w 1814 wróciła z synem do Krzemieńca i zamieszkała z rodzicami. W roku 1818 ponownie wyszła za mąż za Augusta Bécu, profesora Uniwersytetu Wileńskiego. Po ślubie w Krzemieńcu znów przeprowadziła się do Wilna. Drugi mąż Salomei zmarł w 1824 rażony piorunem (prawdopodobnie piorunem kulistym). Po jego śmierci Salomea jeszcze trzy lata mieszkała w Wilnie z synem, który od 1825 studiował na Wydziale Nauk Moralnych i Politycznych. W 1827 powróciła do Krzemieńca. W 1829 udała się dla podratowania zdrowia do Karlsbadu. Przez pewien czas mieszkała w Dreźnie, gdzie w 1830 Juliusz odwiedził ją przed swym wyjazdem do Francji.
W 1838 została aresztowana przez carską policję, podejrzana o związki z konspiracją Szymona Konarskiego. Przez prawie rok była więziona w Żytomierzu.
W 1848 odwiedziła Wrocław, gdzie spotkała się z dawno niewidzianym synem. Gromadziła w rodzinnym domu spuściznę po synu, który wysłał do niej z podróży ponad 130 listów. Przesyłała poecie pieniądze, które ten umiejętnie inwestował na giełdzie paryskiej, dzięki czemu zyskał niezależność finansową. Znaczne kwoty pieniędzy wysyłała też polskim zesłańcom w Nerczyńsku. Zmarła w 1855 w Krzemieńcu.
Została pochowana na Cmentarzu Tunickim w Krzemieńcu. W 1927 roku urna z ziemią z jej grobu spoczęła obok sarkofagu syna w Krypcie Wieszczów Narodowych na Wawelu. W Krzemieńcu we wrześniu 2005, w 196. rocznicę urodzin Juliusza Słowackiego, odsłonięto tablicę poświęconą jego matce.